# Galtara laportei
Galtara laportei är en fjärilsart som beskrevs av De Toulgoët 1978. Galtara laportei ingår i släktet Galtara och familjen björnspinnare. Inga underarter finns listade i Catalogue of Life.